# Methodios II.
Methodios II. (griechisch Μεθόδιος Β΄; † 1240) war Patriarch von Konstantinopel im Exil in Nikaia (1240).

## Leben
Methodios war Hegumen (Abt) des Hyazinth-Klosters (Μονής Υακίνθου) in Nikaia. 1240 wurde er zum Patriarchen von Konstantinopel eingesetzt. Drei Monate später starb er.